# تان فیهو
تان فیهو (انگلیسی: Tan Feihu؛ زادهٔ ۱ ژانویه ۱۹۸۷) بازیکن واترپلو اهل چین است.
وی در مسابقات کشوری و بین‌المللی در مجموع برندهٔ ۱ مدال طلا شده‌است.